# Kartar Dhillon Singh
Kartar Dhillon Singh (ur. 7 października 1975 w Sur Singh Wala) – indyjski zapaśnik walczący w stylu wolnym.

## Kariera sportowa
Trzykrotny olimpijczyk. Zajął siódme miejsce w Los Angeles 1984 i odpadł w eliminacjach w Moskwie 1980 i Seulu 1988. Startował w kategoriach 90–100 kg.
Zajął dziesiąte miejsce na mistrzostwach świata w 1982. Złoty medalista igrzysk azjatyckich w 1978 i 1986 i srebrny w 1982. Wygrał mistrzostwa Azji w 1983. Drugi na igrzyskach wspólnoty narodów w 1982 i trzeci w 1978. Uhonorowany nagrodą Arjuna Award w 1982 i orderem Padma Shri w 1987. Wygrywał mistrzostwa świata weteranów w 1992, 1993, 1997 i 1998 roku.
- Turniej w Moskwie 1980

Przegrał z Bułgarem Iwanem Ginowem i Australijczykiem Mickiem Pikosem.
- Turniej w Los Angeles 1984

Pokonał Szweda Karla-Johana Gustavssona a przegrał z Syryjczykiem Josephem Atiyehem i Rumunem Vasile Pușcașu.
- Turniej w Barcelonie 1992 – 100 kg

Zwyciężył Tamona Honde z Japonii a przegrał z Mongołem Boldynem Dżawchlantögsem i Jo Byeong-onem z Korei Południowej.